# Pierre Mabiala
Pierre Mabiala (Departamento de Niari, 15 de octubre de 1962) es un político y abogado congoleño, que actualmente se desempeña como Ministro de Asuntos Territoriales de la República del Congo desde 2017. 
Anteriormente fue diputado en la Asamblea Nacional de la República del Congo de 2002 a 2007, senador de 2008 a 2009, ministro de Asuntos de Tierras de 2009 a 2016 y ministro de Justicia de 2016 a 2017.

## Biografía
Mabiala, natural del Departamento de Niari,  nació el 15 de octubre de 1962. Abogado de profesión, se graduó con un Diplôme d'études supérieures spécialisées en Derecho Privado, y estudió Ley Parlamentaria y Privada en las Escuela Nacional de Administración, en Francia. 
Posteriormente se convirtió en abogado en el Tribunal de Brazzaville, y en la década de 1990 creó su propio bufete de abogados, trabajando como abogado para el estado congoleño en la década de 1990.
Comenzó su carrera política, cuando, en el las elecciones parlamentarias de mayo-junio de 2002, fue elegido miembro de la Asamblea Nacional como candidato independiente en la circunscripción de Makabana, situada en Niari. Ganó el escaño en una segunda ronda de votaciones. Mabiala fue uno de varios diputados elegidos por la Asamblea Nacional para integrar el Tribunal Superior de Justicia en enero de 2003
Jean-Pierre Thystère Tchicaya, presidente de la Asamblea Nacional, y Justin Lekoundzou, presidente del Grupo Parlamentario de la Mayoría Presidencial, enviaron una carta al presidente Denis Sassou-Nguesso el 24 de marzo de 2007 en la que pedían la creación de un sistema electoral con una Comisión Electoral Nacional independiente. Sin embargo, los diputados de la Mayoría Presidencial, liderados por Mabiala, rechazaron por unanimidad la propuesta en una reunión del 11 de abril de 2007, y tras la reunión Mabiala leyó un comunicado en nombre de los diputados explicando por qué no apoyaban el llamado de Thystere-Tchicaya y Lekoundzou. Poco después, el Partido Congoleño del Trabajo (PCT) de Sassou Nguesso firmó un pacto electoral con el Movimiento Congoleño por la Democracia y el Desarrollo Integral (MCDDI) el 24 de abril de 2007; Mabiala, miembro del PCT, respondió a las preguntas de la prensa sobre el acuerdo.
En las elecciones parlamentarias de junio-agosto de 2007, Mabiala se presentó nuevamente como candidato en Makabana. Recibió el 40,98% de los votos en la primera vuelta, con un mediano margen por delante de la candidata en segundo lugar Nimi Madingou, de la opositora Unión Panafricana para la Social Democracia (UPADS), que recibió el 21,65%. Sin embargo, Madingou ganó por un amplio margen en la segunda vuelta, recibiendo el 66,60% de los votos. Como muchos otros candidatos derrotados, Mabiala apeló el asunto ante el Tribunal Constitucional. La Corte consideró la apelación de Mabiala en octubre de 2007, pero fue rechazada, junto con la mayoría de las otras apelaciones, el 26 de octubre de 2007
Habiendo perdido su escaño en la Asamblea Nacional, Mabiala se presentó como candidato del Rally de la Mayoría Presidencial (RMP), la coalición de partidos que apoyaban a Sassou Nguesso, en las elecciones indirectas al Senado de agosto de 2008. Recibió 78 votos en la región de Niari, quedando en segundo lugar y, por lo tanto, ganó el segundo de los seis escaños disponibles de Niari. Como parte de la oficina de mando habitual, él y Jean-Nicolas Mongala ayudaron al senador de mayor edad, Jean-Pierre Nonault, a supervisar la elección de la mesa directiva del Senado, cuando este comenzó a reunirse para el inicio de la nueva legislatura el 12 de agosto de 2008. La mesa del período anterior del Senado fue reelegida con solo unos pocos cambios. A fines de agosto de 2008, se creó una nueva comisión del Senado, la Comisión de Salud, Asuntos Sociales, Familia, Género y Medio Ambiente, y Mabiala fue elegida como su Presidente. Mabiala fue incluido en una comisión del Senado establecida en abril de 2009 para discutir con el gobierno el tema de la concesión de indemnizaciones a los concejales departamentales; aunque se acordó la necesidad de indemnizar a los concejales, no se ha tomado ninguna medida para remediar la situación.
Durante la campaña para las elecciones presidenciales del 12 de julio de 2009, Mabiala trabajó en la campaña de reelección del presidente Sassou Nguesso, como Jefe del Departamento de Prevención de Litigios y Conflictos Electorales; también fue Portavoz de Asuntos Legales, cargo que compartió con Paul Gómez Ollamba . Sassou Nguesso ganó las elecciones y luego nombró a Mabiala como Ministro de Asuntos Territoriales y Dominio Público el 15 de septiembre de 2009 Legalmente incapaz de ocupar un escaño legislativo mientras se desempeñaba en el gobierno, Mabiala dejó vacante su escaño en el Senado al tomar su puesto en el gobierno, lo que requirió una nueva elección para el escaño.
En el Sexto Congreso Extraordinario del PCT, celebrado en julio de 2011, Mabiala fue elegido miembro del Comité Central de 471 miembros del PCT.
En las elecciones parlamentarias de julio – agosto de 2012, Mabiala fue elegido para la Asamblea Nacional como candidato del PCT en el distrito electoral de Makabana; ganó el escaño en la primera vuelta con el 70,17% de los votos. En el gobierno designado después de las elecciones, el 25 de septiembre de 2012, Mabiala se mantuvo en el cargo de Ministro de Asuntos Territoriales y Dominio Público.
Durante una visita de Sassou Nguesso a Niari en marzo de 2014, Mabiala y Justin Koumba, ambos nativos prominentes de Niari, instaron al presidente a aceptar una propuesta para cambiar la constitución para poder presentarse a otro período presidencial en 2016 Poco después, el 6 de abril de 2014, se estableció una organización destinada a movilizar el apoyo a la propuesta, el Frente Ciudadano para Cambiar la Constitución, con Koumba como presidente y Mabiala como vicepresidente. Se consideró que Mabiala actuaba como portavoz de Sassou Nguesso en Niari. 
Tras algunos comentarios ampliamente difundidos por el presidente de Estados Unidos, Barack Obama, instando a los líderes africanos a respetar los límites de mandato, Mabiala respondió el 29 de julio de 2015 que Obama ignoraba el "derecho soberano de cada pueblo" a decidir sus propios asuntos. También condenó a los líderes de la oposición que querían que Estados Unidos actuara contra Sassou Nguesso y dijo que efectivamente buscaban un regreso al colonialismo.
Después de la victoria de Sassou Nguesso en las elecciones presidenciales de marzo de 2016, trasladó a Mabiala al cargo de Ministro de Justicia, Derechos Humanos y Promoción de los Pueblos Indígenas el 30 de abril de 2016 Asumió el cargo el 4 de mayo, sucediendo a Aimé Emmanuel Yoka .
En las elecciones parlamentarias de julio de 2017, Mabiala se presentó sin oposición como candidato en Makabana, sin otros candidatos en la circunscripción. Tras las elecciones, el 22 de agosto de 2017 volvió a ocupar su antiguo cargo de Ministro de Asuntos Territoriales, con responsabilidad adicional en las relaciones con el Parlamento